# Borzykowo (gromada)
Borzykowo (do 31 XII 1959 Wszembórz) – dawna gromada, czyli najmniejsza jednostka podziału terytorialnego Polskiej Rzeczypospolitej Ludowej w latach 1954–1972.
Gromady, z gromadzkimi radami narodowymi (GRN) jako organami władzy najniższego stopnia na wsi, funkcjonowały od reformy reorganizującej administrację wiejską przeprowadzonej jesienią 1954 do momentu ich zniesienia z dniem 1 stycznia 1973, tym samym wypierając organizację gminną w latach 1954–1972.
Gromadę Borzykowo z siedzibą GRN w Borzykowie utworzono 1 stycznia 1960 w powiecie wrzesińskim w woj. poznańskim w związku z przeniesieniem siedziby GRN gromady Wszembórz z Wszemborza do Borzykowa i zmianą nazwy jednostki na gromada Borzykowo. Równocześnie do nowo utworzonej gromady Borzykowo przyłączono obszar zniesionej gromady Kołaczkowo w tymże powiecie.
W 1965 gromada miała 27 członków GRN.
31 grudnia 1971 do gromady Borzykowo włączono obszar zniesionej gromady Sokolniki w tymże powiecie.
Gromada przetrwała do końca 1972 roku, czyli do kolejnej reformy gminnej.